# Walter Palacios Vinces
Walter Palacios Vinces es un periodista peruano, uno de los fundadores del Movimiento de Izquierda Revolucionaria (MIR) y director del semanario Cambio. Estuvo relacionado al MRTA.

## Biografía
Nació en Piura en 1934. Estudió en el colegio San Miguel de Piura. En 1952, fue parte del elenco que interpretó la obra "La Huida del Inca, escrito por un joven estudiante Mario Vargas Llosa. Viajó a Lima donde estudió en la Escuela de Arte Dramático. En 1955, al retornar a Trujillo para estudiar medicina, se unió al APRA.  Estudió en la Universidad Nacional de Trujillo en la facultad de derecho y ciencias políticas y sociales. Sin embargo, no se graduó de abogado. Fue, además, presidente de la Federación de Estudiantes del Perú (FEP). Fue expulsado de las filas apristas por su radicalismo y simpatía por los movimientos guerrilleros, conformando el "APRA rebelde".
En la década de 1960, junto a Luis de la Puente Uceda, funda el Movimiento de Izquierda Revolucionaria (MIR). Fue parte de las acciones subversivas del MIR actuando en el denominado Frente Norte de Ayabaca. Tras la derrota del MIR, fue detenido. Fue amnistiado por Juan Velasco Alvarado, pasando Palacios a colaborar con el régimen militar.
Luego pasó a ser parte, como dirigente, del Partido Socialista Revolucionario (marxista-leninista) (PSR-ML) (el PSR-ML, junto al MIR El Militante, formaría la organización subversiva Movimiento Revolucionario Túpac Amaru (MRTA)). Fue dirigente de Pueblo en Marcha (PM). Junto a Cecilia Oviedo, dirigente de la Unidad Democrática Popular (UDP), pretendía radicalizar la Asamblea Nacional Popular (ANP), una asociación de movimientos y partidos de izquierda. Esta estrategia buscaba convertir al MRTA en el brazo armado del ANP a la par que el UDP y el PM asumían la conducción de las demandas sindicales y populares. Fue parte del partido Patria Libre y director del semanario Cambio.  Tras el autogolpe de Estado de 1992 de Fujimori, su seminario asumió un rol opositor al régimen. Debido a la desarticulación de Patria Libre, Palacios optó por salir del país. Pasó a Bolivia, donde tuvo contacto con Carlos Urrutia, miembro del MRTA, quien lo alojó en su casa. Partió hacia Europa con la identidad de "Luis Antonio Olivera" y con una suma de 1.900 dólares dados por Sonia Cuentas, encargada de brindar ayuda a asilados políticos y contacto de Hugo Avellaneda Valdez, uno de los dirigentes del MRTA. Llegó a México, siendo protegido por las Naciones Unidas. Fue detenido en el año 2002, al retornar el Perú, bajo los cargos de ser parte del MRTA. Fue absuelto posteriormente.